# Simonobisium myops
Simonobisium myops es una especie de arácnido del orden Pseudoscorpionida de la familia Neobisiidae.

## Distribución geográfica
Se encuentra en Italia y Francia.